# Varta (hrad)
Varta je zaniklý hrad 1,5 km jihozápadně od obce Velké Březno v okrese Ústí nad Labem. Od roku 1963 je chráněn jako kulturní památka ČR. Hrad stál na ostrožně mezi Olešnicí a Vítovem v nadmořské výšce 230 m n. m. Dochovaly se z něj terénní relikty a drobné fragmenty zdiva.

## Historie

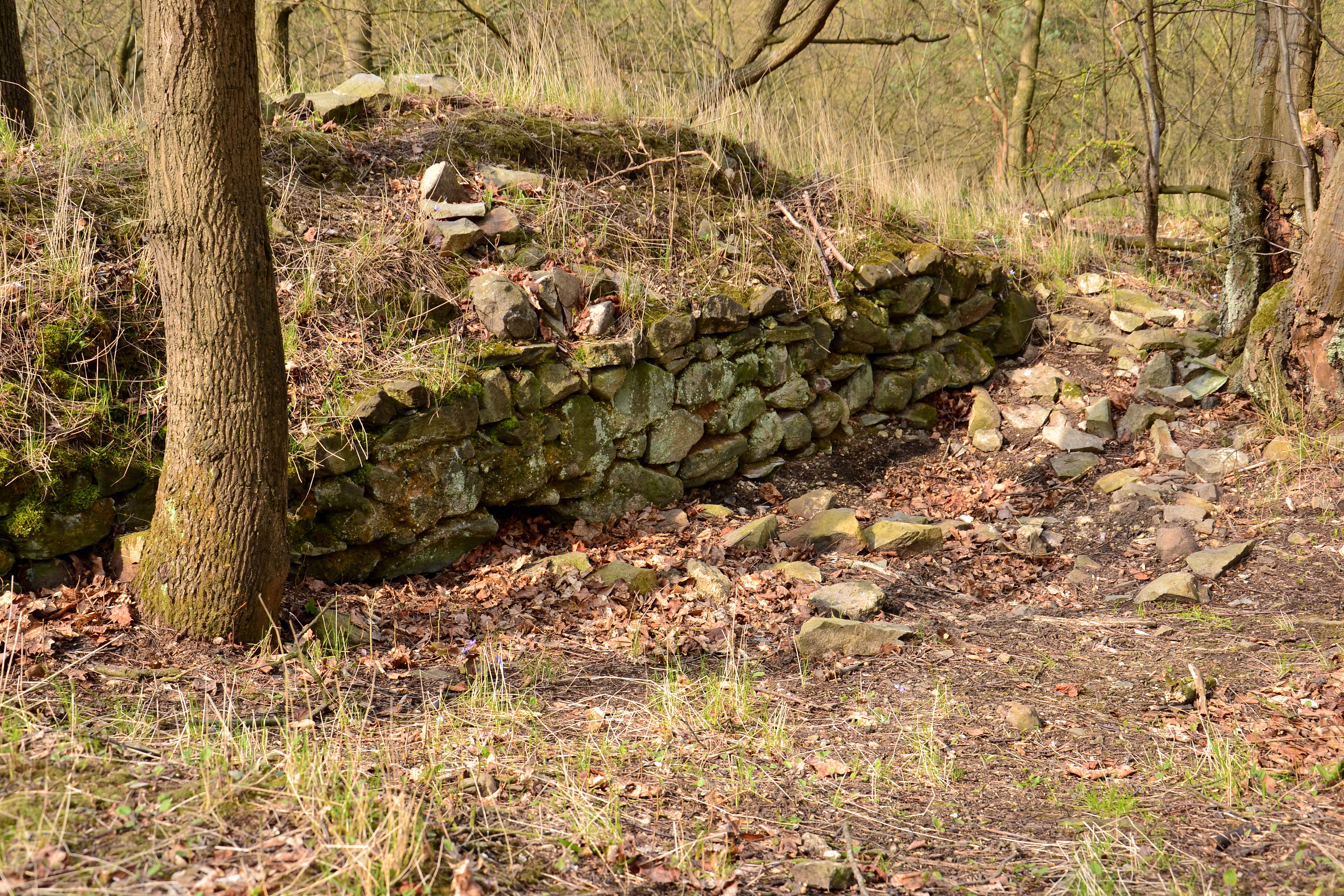
Nádvorní líc zdiva jižního paláce

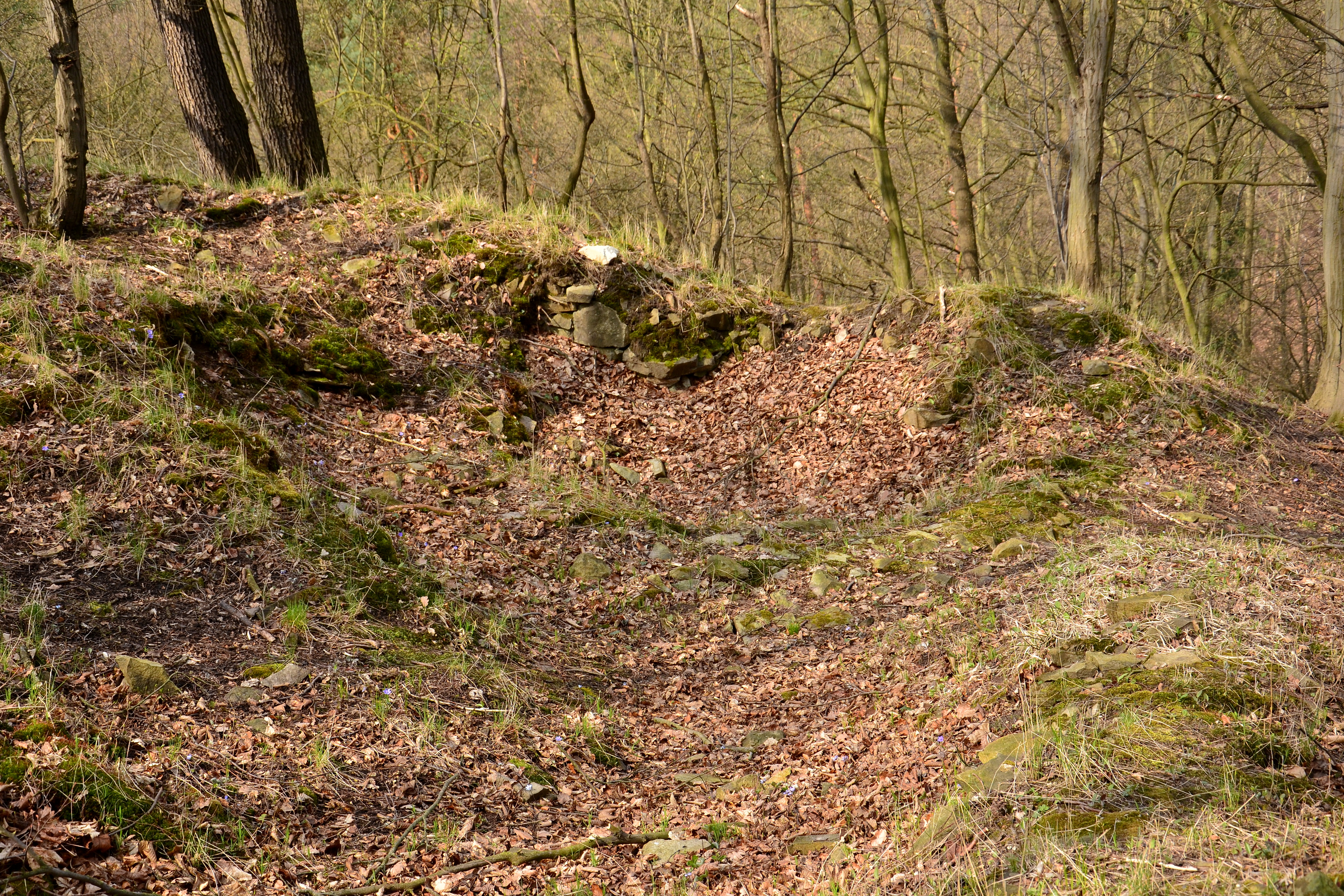
Terénní relikt budovy v západním nároží

Hrad podle archeologických nálezů vznikl ve druhé polovině 13. století a jeho zakladatelem byl pravděpodobně některý člen rodu Vartenberků, kterým patřila okolní panství. Je možné, že byl někdy před polovinou 14. století dočasně opuštěn a centrum panství se přesunulo na nedaleký Pustý zámek. První písemná zmínka pak pochází z roku 1378, kdy byl v majetku Beneše Škopka z Dubé. On a jeho syn Beneš mladší hrad vlastnili až do konce 14. století. Před rokem 1401 hrad získal Jan z Vartenberka. Přestože hrad několikrát zastavili, zůstali Vartenberkové jeho majiteli minimálně do roku 1410, kdy je zmiňován naposledy (mladší zprávy souvisí již jen s hradním panstvím). Zástavními držiteli byli například Ota z Lukova nebo Hanuš Hunger z Lysých. Vykoupit hrad ze zástavy se podařilo Zikmundovi Děčínskému z Vartenberka v době krátce po otcově smrti okolo roku 1409. Vartenberkové po opuštění hradu přesídlili na tvrz ve Velkém Březně.

## Stavební podoba
Hrad tvořilo čtverhranné předhradí a a oválné jádro. Předhradí opevňoval dvojitý příkop s valem, ale z vnitřní zástavby zůstala jediná prohlubeň. Hradní jádro se nachází podstatně výš než předhradí a původně bylo přístupné pouze pro pěší. V čele jádra snad stával bergfrit doložený staršími popisy a za ním byl palác s několika křídly, který se dochoval jen v podobě terénních prohlubní a drobného fragmentu zdiva. Hradní areál je poškozen novověkou těžbou kamene.

## Přístup
Zbytky hradu se nacházejí mimo turisticky značené cesty, ale jsou dobře přístupné. Z Velkého Března vede žlutě značená turistická trasa, po které stačí dojít na rozcestí Varta a odbočit doprava ke stejnojmenné osadě. Pozůstatky hradu se nacházejí as 300 m za ní vlevo od cesty, která dále pokračuje k Olešnici.

## Zaniklá osada Černičky
Jihozápadně od hradu Varta, v údolí potoka mezi vesnicemi Olešnice a Březí, se do poloviny 20. století nacházela osada Černičky (německy Tschernitschken). Některé ze zdejších budov bývaly mlýny, v ruině jednoho objektu bylo možno ještě po roce 2000 najít velký mlýnský kámen. Dochovaly se rovněž pozůstatky mostků a mohutné kamenné zdi regulující zdejší potok.